# Хубезов, Дмитрий Анатольевич
Дмитрий Анатольевич Хубезов (род. 20 декабря 1971, Рязань) — российский политический деятель, депутат Государственной Думы VIII созыва в 2021—2024 годах. В 2021—2023 годах руководил думским комитетом по охране здоровья, с 2024 года заместитель главы Республики Алтай. Член Президиума Генерального совета партии «Единая Россия».

## Биография
Дмитрий Хубезов родился 20 декабря 1971 года в Рязани. Окончил в 1995 году Рязанский государственный медицинский университет имени академика И. П. Павлова по специальности «Лечебное дело», в 2003 году — Академию права и управления Министерства юстиции Российской Федерации по специальности «Юриспруденция». Доктор медицинских наук. Работал врачом-колопроктологом в Рязанской ОКБ (1996—2002), заведующим колопроктологическим отделением в той же больнице (2002—2017), главным врачом Областной клинической больницы в 2017—2020. Параллельно преподавал в РязГМУ, где в 2013 году стал профессором кафедры хирургии и общеврачебной подготовки с курсом эндохирургии. Был заведующим этой кафедрой, позже — заведующим кафедрой хирургии, акушерства и гинекологии.
В 2020—2021 годах Хубезов был депутатом и первым заместителем спикера Рязанской областной думы. 19 сентября 2021 года он был избран депутатом Государственной думы VIII созыва, с 12 октября 2021 по 1 июня 2023 года руководил в ней комитетом по охране здоровья. В октябре 2022 года ушёл добровольцем на военн-медицинскую службу. В октябре 2024 года стал министром здравоохранения и заместителем главы Республики Алтай.

## Санкции
Из-за поддержки российской агрессии и нарушения территориальной целостности Украины во время российско-украинской войны Хубезов находится под персональными международными санкциями всех стран Европейского союза, Великобритании, Соединенных Штатов Америки, Швейцарии, Австралии, Японии, Украины, Новой Зеландии.

## Награды
- Орден Пирогова (2020)[1][3];
- Орден Мужества (2023)[3].